# Туракулов, Ялкин Халматович
Ялки́н Халма́тович Тураку́лов (10 ноября 1917 — 1 марта 2005) — советский, узбекский учёный, биохимик, лауреат Ленинской премии 1964 года.
Жил в Узбекистане (УзССР). Действительный член (академик) Академии наук УзССР, в разные годы — ректор, директор или зам. директор нескольких институтов: Фармацевтического Медицинского института (ФарМИ) (1939-41), Ташкентского Медицинского института (1947-50), Андижанского Медицинского института (1955-57), Института Краевой медицины (1957-63,1976-2000), Института ядерной физики (ИЯФ) АН Узбекистана (1957-63), Института биохимии АН Узбекистана (1967-70), Самаркандского медицинского института(1970 −72) и др., в организации которых он принимал непосредственное участие.
Участник Великой Отечественной войны. За отличную организацию медицинской службы Ялкин Туракулов в 1943 году был награждён Орденом Красной Звезды, а впоследствии Орденами Отечественной войны I и II степени.

## Биография

### Ранние годы
С 6 лет начал посещать начальную школу в. г. Мерке, где математику преподавал его дядя — Абдулкаюм, а физику — дядя Абдумалик.
В 1925 году(около 9 лет) поступил в опытно-показательную школу-коммуну имени Карла Либкнехта, расположенную в селе Луначарском под Ташкентом (ныне территория города), куда его устроил ещё один дядя — журналист Маннон Ройик, заметивший тягу Ялкина к знаниям и незаурядные способности. В коммуне получили разностороннее воспитание около 600 детей. В основном это были сироты или беспризорники, дети из беднейших семей. Школа-коммуна была открыта в 1918 году под попечительством Н. К. Крупской, и во главе её стоял выдающийся педагог, крупный ученый Всеволод Федорович Лубенцов, увлеченный идеей трудового воспитания молодежи. Он собрал в школе замечательных ищущих педагогов, которые находили новые формы обучения, создавали необычную, творческую обстановку. Вс. Ф. Лубенцов во Всесоюзном конкурсе на лучшего учителя был признан вторым и награждён новой солдатской шинелью и яловыми сапогами. Об этом событии писала газета «Правда» на первой странице, школа была названа «Жемчужиной Востока». Особенно тактично и умело прививалась дружба между учениками русской и узбекской групп. Хотя они учились отдельно, но жили, трудились, играли вместе. Школа выявила много юных дарований. Ялкин Туракулов проявил большие способности к шахматной игре, был одним из сильнейших шахматистов коммуны. Заполняя анкету юного коммунара, на вопрос: «На кого ты больше всего хотел бы походить?» он ответил: «На великого шахматиста Алехина». Страсть к шахматной игре Туракулов пронес через всю свою жизнь.
В школе Ялкин учился азам стихосложения, игре на скрипке, пробовал себя в переводах с русского языка на узбекский, в журналистике. В 1931 году школа-коммуна, просуществовавшая 11 лет была закрыта. Ялкин окончил школу в г. Намангане. Там тоже был удачный коллектив педагогов: преподавателем узбекского языка и литературы был самобытный поэт Рафик Муминов, автор замечательных стихов, поэмы «Копчигай»; драмкружком руководил будущий народный артист СССР Раззак Хамраев. Последние школьные годы прошли в Намангане в русском детском доме. В 1931 году 14-летний Ялкин приехал в Ташкент и поступил на подготовительный факультет Среднеазиатского медицинского института (САМИ). Во время учёбы на подготовительном факультете наманганскую группу в количестве 15 человек за хорошую учёбу премировали поездкой на экскурсию в Москву и Ленинград. Годы студенчества были очень тяжелыми в материальном плане. Он был самым младшим из студентов на курсе, но отличался активностью и любознательностью. На него сразу обратил внимание заведующий кафедрой химии Саттар Джаббар, который стал для Ялкина настоящим наставником. Он научил Ялкина самостоятельно проводить первые опыты, вдохновлял его к изучению немецкого языка. Из 65 человек, поступивших в Институт, в 1936 году его закончили только пятеро. Дипломированный врач Ялкин Туракулов, подготовленный для проведения самостоятельных научных исследований и мечтающий о работе на любимой кафедре, был направлен на педагогическую и издательскую работу. Так, в 1936 году он был назначен редактором и заведующим медицинским отделом Узбекистанского Государственного Издательства и проработал там 2 года. Опыт этих лет, однако, оказался полезным в будущем, при написании монографий и учебников.
Параллельно он работал ассистентом на кафедре биохимии Мединститута, переименованного в ТашМИ, вел там курс химии, органической химии и биохимии. Заочно продолжал изучение немецкого языка в Институте Иностранных Языков.
В это время на базе ТашМИ началась организация Фармацевтического Института. И в 1939 году Ялкина Халматовича Туракулова назначают первым директором нового учебного заведения — ФарМИ. Ему было всего 22 года, и на этой должности он проработал до 1941 года, до начала войны. Одновременно он поступает в аспирантуру на кафедру биохимии ТашМИ, посещает курсы для руководящего состава. Он также поступает на заочное отделение Московского Института Философии, Литературы и Истории (МИФЛИ) и начинает читать студентам лекции по философии. 23 июня 1941 года Туракулов защитил кандидатскую диссертацию на тему по теме «Антагонизм ионов калия в условиях солевой анальгезии». Отказавшись от предложенной должности заместителя наркома здравоохранения Узбекистана, он добровольно ушёл на фронт.

### Годы Великой Отечественной войны
Ялкин попал в Действующую Армию Западного фронта и участвовал в боях вблизи г. Ельня (Смоленская область) в качестве младшего врача. 29 августа 1941 года во время выноса раненых с поля он сам был ранен разрывной пулей в голень и был отправлен в подмосковный госпиталь. После непродолжительного лечения, 16 октября, в дни решительных сражений за Москву Главное Военно-Санитарное Управление назначило Туракулова начальником санитарной службы в создаваемой в Сибири в городе Анжеро-Судженск 137 отдельной стрелковой бригаде. В этой должности он принимал участие в боях на Волховском фронте с февраля по май 1942 года. За отличную организацию медицинской службы Ялкин Туракулов в 1943 году был награждён Орденом Красной Звезды, а впоследствии Орденами Отечественной войны I и II степени.
В июне 1942 года он был отправлен в г. Куйбышев на курсы подготовки начальников санслужбы и оттуда в военно-десантную часть. Там он был назначен вначале старшим врачом полка, а затем командиром 12 Отдельного медико-санитарного батальона в чине майора медицинской службы в составе 1 Гвардейской Воздушно-десантной Звенигородско-Бухарестской, ордена Суворова, Краснознаменной дивизии, насчитывающей 4 тысячи человек. В конце 1942 — начале 1943г дивизия участвовала в жесточайших боях на реке Ловать. Осенью 1943 года дивизия была передислоцирована на 2 Украинский фронт. Там он получил тяжелое ранение (подорвался на мине), долго лечился в Харькове, Пензе, был демобилизован. За организацию успешной работы Медсанбата во время наступательных боев Управление Северо-Западного Фронта объявило Я. Х. Туракулову благодарность. Сразу после окончания лечения в 1944г он вернулся в Ташкент и вновь возглавил Ташкентский фармацевтический институт уже в должности ректора.

### Научно-организационная деятельность
В конце 1945 года решением Правительства Узбекистана 50 молодых ученых были командированы в Москву в докторантуру. Организованная в 1943 году в Узбекистане Академия Наук нуждалась в докторах наук, академиках, которых в то время было ещё очень мало. Старостой группы был назначен Ялкин Холматович Туракулов. Он поступил в докторантуру Института биологической и медицинской химии Академии медицинских наук СССР в Лабораторию углеводов под руководством академика Якова Оскаровича Парнаса, где начал исследования углеводного обмена при недостаточности белка в питании и действии гормонов на обмен веществ. Однако закончить диссертацию ему не удалось, через 2 года, в 1947 году, из Узбекистана пришло сообщение, что решением ЦК партии и лично Усмана Юсупова Я. Х. Туракулова назначили директором Ташкентского Медицинского института(ТашМИ). Он вернулся в Ташкент, возглавил институт, с которым его связывала учёба, годы преподавательской работы. Став руководителем огромного коллектива, он оставался ещё молодым человеком. Дел было невпроворот, и Ялкин Холматович снова с головой ушёл в работу. Среди молодых коллег и студентов-узбеков было много талантливых ребят, и он старался помочь им расширить кругозор, направлял в аспирантуру и докторантуру в другие большие города и институты. Институт был организован, шли занятия, росли кадры. Несмотря на достижения ТашМИ (1950) Туракулов был обвинен в национализме (хотя в ТашМИ им было организовано два равных по количеству студентов учебных потока — европейский и национальный) и, поэтому его перевели в Институт сельского хозяйства, который позже был преобразован в Институт физиологии и биохимии животных и растений (Академии Наук Узбекистана), где он с удовольствием погрузился в научную работу. Исследования по теме «Генетические основы слабой жизнедеятельности серых каракульских овец» велись совместно с московским Институтом морфологии животных, руководимым известным физиологом Х.С. Коштоянцем. Для завершения докторской диссертации Ялкин Туракулов решил поехать в Москву. Уже будучи в Москве он неожиданно получил новое назначение из Узбекистана. В 1955 году Правительством было принято Постановление об образовании в г. Андижане Медицинского института. Будущий министр здравоохранения Каюм Сабирович Заиров и Убай Арифович Арифов, в будущем президент Академии наук, предложили ему возглавить организацию этого института. Ему сказали следующее: «Пора вернуться к Вашей основной профессии — преподаванию».
Вернувшись из Москвы, Туракулов отобрал несколько талантливых и активных, уже испытанных сотрудников ТашМИ. Среди них были — доцент кафедры физики Саид Руми, гистолог К. А. Зуфаров, анатом Н. К. Ахмедов, другие молодые ученые химики и др., которые имели опыт педагогической работы в ТашМИ. Итак, был собран руководящий коллектив, который в июне 1955 года приехал в Андижан. Остальные сотрудники были набраны из местных специалистов. Помимо организационной работы (зам директора АндМИ), он читал студентам лекции по химии, сам проводил практические занятия.
В 1956г опубликовано Постановление правительства о создании в Ташкенте Института ядерной физики Академии наук Узбекистана (ИЯФ). Директором был назначен Убай Арифович Арифов. Предстояло решать огромный комплекс проблем по реализации Постановления Союзного правительства от августа 1956г по созданию ИЯФ. Решение организационных вопросов, финансовых вопросов, проектного задания строительства, сам выбор земельного участка под строительство, поиск и набор кадров и т. д. В этой многогранной деятельности активно участвовали три академика У. А. Арифов, С. В. Стародубцев, С. А. Азимов (директор ФТИ АН Уз. ССР). В разработке научной программы и в обсуждении планов принимал участие академик И. В. Курчатов. Была создана Лаборатория радиационной биофизики и Туракулов был её заведующим на протяжении многих лет. В дальнейшем она явилась базой для зарождения новой отрасли биологии в Узбекистане — биофизики.
В 1958 году Туракулов взял творческий отпуск для написания докторской диссертации. Защита диссертации на соискание степени доктора биологических наук на тему «Обмен йода и гормоны щитовидной железы при некоторых формах тиреоидной патологии» состоялась в 1959 году в ташкентском Доме ученых. Одним из официальных оппонентов был приехавший из Москвы профессор С. Я. Капланский. Задуманные Я. Х. Туракуловым исследования стали предметом изучения его учеников, заложили основу узбекской школы тиреоидологии, нашли своё продолжение в целом ряде биохимических направлений и задач, поставленных перед лабораториями Института краевой медицины, в организации которого также принимал участие Я. Х. Туракулов. Он возглавил институт, был назначен первым директором и заведующим лабораторией биохимии. В состав Института был передан Республиканский противозобный диспансер Министерства здравоохранения УзССР, лаборатории — фармакологии, физиологии и биохимии из других институтов Академии наук. За короткое время эти лаборатории превратились в крупные научно-исследовательские центры и стали основой для развития кафедр и экспериментальных направлений в медицинских и биологических учебных заведениях Республики. В 1961г Я. Х. Туракулов был избран Председателем Узбекистанского Биохимического общества. В этом же году он принял участие в Международном Конгрессе Эндокринологов в Копенгагене (Дания), где познакомился с целым рядом ведущих ученых мира в области изучения щитовидной железы. По возвращении Туракулов был утвержден на должность заместителя директора Института ядерной физики, где проработал до 1963 года и продолжал руководить лабораторией в Институте краевой медицины. В 1963 году Институт краевой медицины был передан под попечительство Академии Медицинских Наук СССР, для него было получено хорошее финансирование, предложено здание в центре города, и через некоторое время началось строительство нового большого комплекса в Академгородке.
Много лет сотрудники Института занимались систематизацией заболеваний щитовидной железы, выявлением их причин, в сотрудничестве с областными эндокринологическими диспансерами проводили массовое обследование и лечение больных, делали хирургические операции по удалению зоба, проводили мероприятия по разъяснению необходимости профилактических и лечебных мероприятий населению.
1962 года Туракулов отправился в 3-месячную командировку во Францию. Он работал в лаборатории общей и сравнительной биохимии Колледжа де Франс в Париже, который в то время возглавляли видные ученые академик Жан Рош и Раймонд Мишель. Были проведены совместные исследования в области биохимии и транспорта тиреоидных гормонов. Здесь велись радиоизотопные исследования на совершенно ином, высочайшем методическом уровне, там он впервые познакомился с методом радиохроматографии в биохимических исследованиях. Несмотря на напряженную работу, знакомство с новыми людьми, языком, страной, с Парижем, поездка казалась Я. Х. Туракулову настоящим отдыхом. Он говорил, что впервые в жизни у него было столько свободного времени.
В 1963 году после возвращения из Франции Туракулов с новой силой и новыми идеями приступил к работе. Он спешил осуществить новые планы, которые он вынашивал вдали от Родины. Биохимическая наука в Узбекистане набирала силу, не хватало специалистов, требовалось специализированное, более углубленное обучение.
В 1963 году под руководством Я. Х. Туракулова на биологическом факультете Ташкентского Государственного Университета — ТашГУ (организованного ещё в 1928г) (ныне Национальный университет Узбекистана), была открыта новая кафедра — биохимии и биофизики. Туракулов стал заведующим этой кафедры, подготовил новые специализированные курсы лекций по биохимии гормонов, а позже по молекулярной биологии. Туракулов читал студентам биологического факультета поточные лекции по биохимии на русском и узбекском языках, начиная с 1948 года. Он одинаково грамотно и красиво изъяснялся на этих двух языках, был активным пропагандистом русского языка, вел на телевидении передачи, писал статьи о необходимости его изучения, о его роли в познании мировой культуры, научных достижений. За развитие биохимической и биофизической школ в Узбекистане он был награждён Орденом Трудового Красного Знамени, в этом же 1963 году ему было присвоено звание профессора. В 1964 году за большие заслуги в развитии науки, плодотворную научно-практическую деятельность Я. Х. Туракулов получил почетное звание «Заслуженный деятель науки Узбекистана». В 1964 году двум узбекским ученым Я. Х. Туракулову и Р. К. Исламбекову была присуждена Ленинская премия «за биохимическое и клинико-морфологическое исследования щитовидной железы в норме и при тиреоидной патологии и радиойодтерапии, опубликованные в 1959—1963 годах». В 1964г Я. Х. Туракулов принял участие в VI Конгрессе биохимиков в Нью-Йорке.
Автор 120 научно-популярных и публицистических работ, под его редакцией вышло около 50 трудов, монографий, учебников.
Многолетний труд в области изучения щитовидной железы и биохимии тиреоидных гормонов и механизма их действия, проведенный в Институте биохимии АН Узбекистана и Институте экспериментальной эндокринологии и химии гормонов АМН СССР, был систематизирован, обобщен и опубликован в 1972 году в виде монографии под общей редакцией Я. Х. Туракулова. Авторы, узбекские биохимики А. И. Гагельганс, А. К. Мирахмедов, Н. С. Салахова, Я. Х. Туракулов и московские ученые Г. А. Гайдина, Л. М. Гольбер и В. И. Кандрор создали капитальный труд под названием «Тиреоидные гормоны», который на долгие десятилетия стал настольной книгой для эндокринологов всей страны. В 1975 году эта монография была переведена на английский язык и издана в США.
По инициативе Я. Х. Туракулова Центральный Совет Президиума Всесоюзного биохимического общества принял решение Второй Всесоюзный Биохимический Съезд провести в Ташкенте в 1969 году. Председатель Организационного комитета академик Я. Х. Туракулов, блестяще справившийся со своей работой, был избран вице-президентом Всесоюзного Биохимического общества и был переизбран снова на эту должность в 1974 году на III Всесоюзном биохимическом съезде в Риге. Через три года, в октябре 1972 года на Втором Всесоюзном съезде эндокринологов в Москве его также избрали членом Президиума и вице-президентом Всесоюзного Эндокринологического общества, а в Ташкенте в этом же году — Академиком-секретарем Отделения биологических наук Президиума АН Узбекистана. В 1970 году Я. Х. Туракулов был назначен Ректором Самаркандского Государственного Университета имени Алишера Навои. Возглавив второй по значимости университет в Узбекистане, он сразу же наметил задачи, которые требовали незамедлительного выполнения. Туракулов проработал два года в Самарканде, в 1971 году был избран в руководящие органы республики Депутатом Верховного Совета Узбекистана, был награждён Орденом Октябрьской Революции. При этом он не прерывал научные связи с Ташкентом, Москвой, продолжал читать лекции студентам ТашГУ, заведовал лабораторией в Институте биохимии, принимал участие в заседаниях биохимического и эндокринологического обществ, в конференциях и съездах.
В 1972 году, заложив фундамент новых начинаний в Самаркандском Университете, организовав команду для их осуществления, Я. Х. Туракулов вернулся в Ташкент.
В 1972 году Туракулова вновь назначают академиком — секретарем Отделения биологических наук АН УзССР и переизбирают в 1974-м. В 1994 он возглавляет вновь созданное Отделение медицинских наук АН УзССР. В 1967 году Я. Х. Туракулов был избран членом Пленума Центрального Комитета профсоюза работников просвещения, высшей школы и научных учреждений, был делегатом ХУ съезда ВЦСПС. Много лет Я. Х. Туракулов являлся вице-президентом Общества дружбы и культурных связей с зарубежными странами и Узбекского Комитета защиты мира. Многократно читал лекции о развитии науки и здравоохранения в Узбекистане перед зарубежными гостями. Был избран Президентом Узбекистанского отделения Всесоюзного общества СССР — Пакистан. Неоднократно выезжал в эту страну с миссией дружбы, принимал делегации из Пакистана.
В 1975 году начал работу в качестве Председателя городского общества любителей книги, принимал участие в организации музея Сергея Есенина в Ташкенте.
Ещё в 1956 году Я. Х. Туракулов совместно с Х. Ш. Хайрутдиновым и А. Рузыбакиевым перевели на узбекский язык и издали книгу «И. П. Павлов. Избранные труды», которая стала необходимым учебным пособием для узбекских физиологов.
Туракулов стал инициатором и главным редактором изданного в 1963 (1 том) и в 1971 году (2 том) «Русско-узбекского медицинского словаря». Это был фундаментальный труд большого коллектива узбекских ученых, в котором систематизированы и дополнены медицинские термины на узбекском языке и дано их толкование на современном научном уровне. В 1972 году был издан первый учебник «Биохимия» на узбекском языке, он был переиздан в отредактированном виде в 1996 году.
В 1994 году Я. Х. Туракулов написал учебник на узбекском языке под названием «Молекулярная биология» для специализированных по биологии средних школ. В него вошли описания последних мировых открытий, сделанных в этой бурно развивающейся молодой науке. Презентация этого учебника состоялась в городе Наманган, где существовали такие школы с биологическим и химическим уклоном.
В 1996 году под редакцией Я. Х. Туракулова вышел учебник «Общая биология» для 10 и 11 классов общеобразовательных школ, написанный им совместно с учениками и коллегами Дж. Х. Хамидовым, К. Н. Нишанбаевым и другими на русском и узбекском языках. В этом же знаменательном году родился его внук Туракулов Шохсултан, названный в честь Царя Салтана из русских легенд.
В Республиканском конкурсе на лучший учебник «Биохимия» для студентов и «Общая биология» для учеников средних школ заняли первые места и были награждены Дипломами 1 степени в 1998 году.
Много лет он проработал главным редактором научно-популярного журнала «Фан ва турмуш», написал для него множество интересных статей о путях развития науки, по биохимии и медицине, молекулярной биологии и генетике. Журнал под этим названием начал выходить с 1957 года, был единственным научно-популярным журналом в Средней Азии, который читали также жители Таджикистана, Туркмении и Киргизии. В разное время должность главного редактора занимали самые видные ученые Узбекистана академики Т. Кары-Ниязов, М. Уразбаев, М. Хамудханов.
Он был членом редколлегий «Узбекского биологического журнала», всесоюзных журналов «Проблемы эндокринологии и гормонотерапии», «Молекулярная биология» (по рекомендации академика В. А. Энгельгардта) и «Радиобиология», был включен в состав редакционной коллегии журнала «Biogenic Amines», издаваемого в Голландии.
Последним детищем Я. Х. Туракулова стала Лаборатория нейроэндокринологии, организованная в 1996 году на базе отделения гипоталамо-гипофизарной регуляции (Институт эндокринологии АН Узбекистана).
В 2002 Академия наук Республики Узбекистан сообщила, что по результатам проведенного конкурса, объявленного на соискание медалей Академии наук за 2002 год, конкурсная комиссия вынесла решение о присуждении Ялкину Халматовичу Туракулову высшей награды Академии Наук Республики Узбекистан — Медали имени Ал-Хорезми.
1 марта 2005 года скончался дома в кругу семьи в возрасте 87 лет.

## Список избранных трудов
1. TURAKULOV, I. K., (1975). Thyroid hormones: biosynthesis, physiological effects, and mechanisms of action. Harvard (18th ed.), New York, Consultants Bureau.
2. Turakulov IaKh, Salakhova NS, Tashkhodzhaeva TP. State of the pituitary—thyroid gland system in pregnant rabbits, fetuses and newborn rabbits. Biull Eksp Biol Med. 1977 Apr;83(4):476-9.